# Flabellicola neapolitana
Flabellicola neapolitana – gatunek widłonoga z rodziny Bradophilidae; jedyny przedstawiciel rodzaju Flabellicola. Gatunek i rodzaj opisał w 1918 roku francuski zoolog Charles Joseph Gravier.